# Банкерт, Йост
Йост ван Траппен Банкерт (нидерл. Joost van Trappen Banckert; 1597, Флиссинген — 12 сентября 1647) — нидерландский адмирал XVII века, служивший на флоте Зеландии во время второго этапа Восьмидесятилетней войны.
Потомственный моряк. Начал военно-морскую карьеру с успехов в борьбе с дюнкеркскими каперами.
На службе Голландской Вест-Индской компании под началом Пита Хайна участвовал во взятии Салвадора в Бразилии и сражении в заливе Матансас у Кубы и захвате у испанцев большой добычи. Одержал важную победу у Гаити и также захватил груз драгоценных металлов.
На службе во флоте опять боролся с дюнкеркскими пиратами, а также испанским флотом в районе Ла-Манша.
Позднее вновь на службе Голландской Вест-Индской компании пытался переломить ход войны в Бразилии, в том числе прибегая к жестоким методам против индейских союзников португальцев и испанцев. Умер на обратном пути.
Трое его сыновей также были знаменитыми военными моряками, участниками важных морских сражений. Его иногда называют Йост Банкерт-старший, для отличия от его старшего сына, также Йоста.

## Карьера на флоте
Он родился во Флиссингене в 1597 году. Его отец был морским капитаном. В начале своей карьеры Йост поступил на морскую службу в Адмиралтействе Зеландии. Он действовал против дюнкеркских корсаров и был назначен капитаном в 1624 году. Однажды он нанёс удар со своего корабля по тринадцати кораблям дюнкеркских корсаров, из которых он потопил три.
В том же году он получил должность в Зеландской палате Голландской Вест-Индской компании, оставаясь там до 1636 года. Банкерт часто сражался вместе с Питом Хайном. Так, в 1624 году он принял участие в экспедиции флота Пита Хайна, чтобы помочь Баие. Во время экспедиции они атаковали и захватили португальский посёлок Сальвадор на побережье Бразилии в 1624 году. Он отличился в Эспаньоле в 1626 году, когда был командиром трёх кораблей: четыре испанских галеона были атакованы, из них два потоплены и третий захвачен. В 1628 году в качестве вице-адмирала на Neptunus он помог захватить в заливе Матансас испанский «cеребряный флот» с сокровищами. За это Банкерт был вознаграждён в размере семнадцати его месячных жалований плюс дополнительно девяносто гульденов. Благодаря этим и другим подвигам он получил прозвища «Бич Марранов» (последнее слово впоследствии используется как уничижительное прозвище для испанцев в целом) и «Террор португальцев». Банкерт имел репутацию грозы морей и был влиятельной фигурой.
После 1636 года он вернулся на службу в военно-морском флоте; 18 февраля он вместе с Йоханом Эвертсеном принудил дюнкеркского капера Якоба Колларта к капитуляции; он был награжден почётной золотой цепью и должностью командующего и 3 мая 1637 года был назначен контр-адмиралом (более низкий ранг, чем он обладал в Голландской Вест-Индской компании, поскольку это не влекло за собой эквивалентный ранг военно-морского флота). С 1 октября 1637 года по 11 января 1638 года он был временным вице-адмиралом. В 1639 году он снова контр-адмирал, служащий под началом лейтенант-адмирала Мартена Тромпа, когда он участвовал в первой стычке (инцидент от 18 сентября 1639 года) против большого испанского флота в Ла-Манше и в последующем сражении у Даунса. Он подошёл со своими двенадцатью кораблями в разгар битвы, которая началась 28 сентября, чтобы помочь Тромпу, и тогда Банкерт, кстати, очень успешно боролся против превосходящих сил испанцев.
В 1645 году он вернулся на службу в Голландской Вест-Индской компании. Он снова получил звание действующего вице-адмирала 10 декабря 1646 года, командуя флотом из 52 судов. Голландцы в Бразилии были проигравшей стороной и Банкерт попытался переломить ход событий безжалостным и жестоким актом. Индейские племена, которые выбрали сторону противника, были побеждены и многие из них убиты, а 250 пленных он приказал прибить на стенах своего корабля, чтобы устрашить врагов, оставшихся в живых. В 1647 году он умер на обратном пути из Бразилии. Незадолго до своей смерти он жаловался, что не смог покаяться за всё множество совершённых им грехов. Его сыновья Ян и Йост воспротивились тому, чтобы их отец был похоронен в море, оставив труп, завёрнутый в холст, лежать в полностью просмоленном гробу. Таким образом Банкерт, несмотря на всё более настойчивые протесты экипажа во время плавания, все же был погребён во Флиссингене.

## Семья
Йост Банкерт был женат на Адриане Янссен и жил во Флиссингене. У него было, по крайней мере, три сына. Самым старшим был Йост Банкерт-младший, который был убит в 1653 году в Портлендском сражении против англичан. Средним был знаменитый позднее лейтенант-адмирал Адриан Банкерт. Самым младшим был капитан Ян Банкерт, который был убит в 1665 году на Delft в Лоустофтском сражении. В некоторых книгах его иногда путают со его вторым сыном. Он, а не его второй сын, «Банкерт» в гимне Зеландии. Для того, чтобы отличить его от менее известного первого сына, историки называли его иногда «Йост Банкерт-старший». Его оригинальной фамилией было ван Траппен; он был «крещён морем» как Банкерт.